# Filip Pařížský
Ludvík Filip Albert Orleánský, hrabě pařížský (Louis Philippe Albert d'Orléans, comte de Paris; 24. srpna 1838, Paříž – 8. září 1894, Stowe v hrabství Buckinghamshire) byl francouzský princ, důstojník a historik. Byl nejstarším synem Ferdinanda Filipa Orleánského a vnukem posledního francouzského krále Ludvíka Filipa.

## Život
Po smrti svého otce v roce 1842 postoupil Filip na pozici následníka trůnu svého dědečka, francouzského krále Ludvíka Filipa. Po únorové revoluci roku 1848 byl však nucen odejít s rodinou do britského exilu. Od smrti svého dědečka v roce 1850 byl coby Filip VII. uznáván příznivci Orleánského rodu (orleániststy) za legitimního uchazeče o francouzský trůn. Během americké občanské války působil se svým bratrem Robertem a dalšími členy rodiny jako důstojník v armádě Unie. Jako člen štábu Potomacské armády se pod vedením generála George B. McClellana vyznamenal v tažení na Richmond roku 1862. Napsal pak o občanské válce čtyřdílnou historickou práci.
Po pádu Druhého francouzského císařství roku 1870 se dva monarchistické proudy orleánistů a legitimistů pokusily o vzájemné usmíření s cílem obnovit monarchii. Jako krále měl Filip uznat Bourbona Jindřicha z Chambordu jakožto Jindřicha V., a ten měl naopak uznat ústavu „červencové monarchie“. Tato „fúze“ však selhala z důvodu toho, že ultrakonzervativní hrabě Chambord v manifestu z července 1871 odmítl přijmout revoluční trikolóru i královský erb se třemi zlatými liliemi na modrém štítu jako symboly francouzského státu. Pro něj byl přijatelný pouze bílý prapor s liliemi používaný absolutistickým ancien régime před francouzskou revolucí, zatímco Filip kompromis podporoval. Za tímto sporem o vlajku se projevily dva protichůdné pohledy na božské právo na jedné straně a princip národní suverenity vytvořený revolucí na straně druhé.
V roce 1873 se Filip znovu pokusil uzavřít kompromis s hrabětem z Chambordu v jeho exilu ve Frohsdorfu a uznal jeho právo na trůn. Dohoda však zůstala pouze povrchní, protože zůstaly odlišné pohledy obou táborů. Poté, co v roce 1883 bezdětný Chambord zemřel a královská linie Bourbonů vymřela, Filip vyhlásil nárok Orleánských na výhradní právo následnictví trůnu. Ultraloajální stoupenci legitimismu to však odmítli a vyhlásili vlastního uchazeče o trůn z rodu Bourbon-Anjou, takže rozkol v monarchistickém hnutí pokračoval.
Mezitím se ve Francii konsolidovala třetí republika a monarchisté v roce 1876 ztratili většinu v Poslanecké sněmovně ve prospěch republikánů. 22. června 1886 byl přijat zákon o vyhoštění orleánského rodu z Francie, načež se Filip vrátil do Anglie, kde pak zemřel. Byl pohřben v kapli Saint-Charles Borromée ve Weybridge. V roce 1950 byl zrušen zákon o vyhoštění rodu, takže roku 1958 mohlo být jeho tělo i těla dalších uprchlých členů rodu převezeno do Chapelle royale Saint-Louis v Dreux, tradičním pohřebišti rodiny.

## Rodina
Louis Philippe se 30. května 1864 oženil se svou sestřenicí Marií Isabelou (1848–1919), dcerou Antonína Orleánského, vévody z Montpensier. Měli osm dětí:
- Amélie Orleánská (28. září 1865 – 25. října 1951), ⚭ 1886 Karel I. Portugalský (28. září 1863 – 1. února 1908), portugalský král od roku 1889 až do své smrti
- Filip Orleánský (6. února 1869 – 28. března 1926), vévoda orleánský, ⚭ 1896 Marie Dorotea Rakouská (14. června 1867 – 6. dubna 1932), rakouská arcivévodkyně
- Helena Orleánská (13. června 1871 – 21. ledna 1951)
⚭ 1895 Emanuel Filibert Savojský (13. ledna 1869 – 4. července 1931), vévoda z Aosty
⚭ 1936 Otto Campini (1872–1951)
- Karel Orleánský (*/† 1875)
- Isabela Orleánská (7. května 1878 – 21. dubna 1961), ⚭ 1899 Jan Orleánský (4. září 1874 – 25. srpna 1940), vévoda z Guise
- Jakub Orleánský (1880–1881)
- Luisa Orleánská (24. února 1882 – 18. dubna 1958), ⚭ 1907 Karel Bourbonsko-Sicilský (10. listopadu 1870 – 11. listopadu 1949)
- Ferdinand Orleánský (9. září 1884 – 30. ledna 1924), vévoda z Montpensieru, ⚭ 1921 María Isabel González de Olañeta y Ibarreta, 3. markýza z Valdeterrazu (1895–1958)

## Dílo
- Louis Philippe Albert d'Orléans, Comte de Paris: History of the Civil War in America (Philadelphia, Porter and Coates, 1875–1888), ve 4 svazcích

## Vývod z předků
|                |                                              |  |                               |                                             |  |  |  |  |  |  |  | Ludvík Filip I. Orleánský |
|                |                                              |  |                               |                                             |  |  |  |  |  |  |  |                           |
|                | Ludvík Filip II. Orleánský                   |  |                               |                                             |  |  |  |  |  |  |  |                           |
|                |                                              |  |                               |                                             |  |  |  |  |  |  |  |                           |
|                |                                              |  |                               | Luisa Henrietta Bourbonská                  |  |  |  |  |  |  |  |                           |
|                |                                              |  |                               |                                             |  |  |  |  |  |  |  |                           |
|                | Ludvík Filip                                 |  |                               |                                             |  |  |  |  |  |  |  |                           |
|                |                                              |  |                               |                                             |  |  |  |  |  |  |  |                           |
|                |                                              |  |                               | Ludvík Jan Maria Bourbonský                 |  |  |  |  |  |  |  |                           |
|                |                                              |  |                               |                                             |  |  |  |  |  |  |  |                           |
|                | Luisa Marie Adelaida Bourbonská              |  |                               |                                             |  |  |  |  |  |  |  |                           |
|                |                                              |  |                               |                                             |  |  |  |  |  |  |  |                           |
|                |                                              |  |                               | Marie Tereza Felicitas d'Este               |  |  |  |  |  |  |  |                           |
|                |                                              |  |                               |                                             |  |  |  |  |  |  |  |                           |
|                | Ferdinand Filip Orleánský                    |  |                               |                                             |  |  |  |  |  |  |  |                           |
|                |                                              |  |                               |                                             |  |  |  |  |  |  |  |                           |
|                |                                              |  |                               | Karel III. Španělský                        |  |  |  |  |  |  |  |                           |
|                |                                              |  |                               |                                             |  |  |  |  |  |  |  |                           |
|                | Ferdinand I. Neapolsko-Sicilský              |  |                               |                                             |  |  |  |  |  |  |  |                           |
|                |                                              |  |                               |                                             |  |  |  |  |  |  |  |                           |
|                |                                              |  |                               | Marie Amálie Saská                          |  |  |  |  |  |  |  |                           |
|                |                                              |  |                               |                                             |  |  |  |  |  |  |  |                           |
|                | Marie Amálie Neapolsko-Sicilská              |  |                               |                                             |  |  |  |  |  |  |  |                           |
|                |                                              |  |                               |                                             |  |  |  |  |  |  |  |                           |
|                |                                              |  |                               | František I. Štěpán Lotrinský               |  |  |  |  |  |  |  |                           |
|                |                                              |  |                               |                                             |  |  |  |  |  |  |  |                           |
|                | Marie Karolína Habsbursko-Lotrinská          |  |                               |                                             |  |  |  |  |  |  |  |                           |
|                |                                              |  |                               |                                             |  |  |  |  |  |  |  |                           |
|                |                                              |  |                               | Marie Terezie                               |  |  |  |  |  |  |  |                           |
|                |                                              |  |                               |                                             |  |  |  |  |  |  |  |                           |
| Filip Pařížský |                                              |  |                               |                                             |  |  |  |  |  |  |  |                           |
|                |                                              |  |                               |                                             |  |  |  |  |  |  |  |                           |
|                |                                              |  | Ludvík Meklenbursko-Zvěřínský |                                             |  |  |  |  |  |  |  |                           |
|                |                                              |  |                               |                                             |  |  |  |  |  |  |  |                           |
|                | Fridrich František I. Meklenbursko-Zvěřínský |  |                               |                                             |  |  |  |  |  |  |  |                           |
|                |                                              |  |                               |                                             |  |  |  |  |  |  |  |                           |
|                |                                              |  |                               | Šarlota Žofie Sasko-Kobursko-Saalfeldská    |  |  |  |  |  |  |  |                           |
|                |                                              |  |                               |                                             |  |  |  |  |  |  |  |                           |
|                | Fridrich Ludvík Meklenbursko-Zvěřínský       |  |                               |                                             |  |  |  |  |  |  |  |                           |
|                |                                              |  |                               |                                             |  |  |  |  |  |  |  |                           |
|                |                                              |  |                               | Jan August Sasko-Gothajsko-Altenburský      |  |  |  |  |  |  |  |                           |
|                |                                              |  |                               |                                             |  |  |  |  |  |  |  |                           |
|                | Luisa Sasko-Gothajsko-Altenburská            |  |                               |                                             |  |  |  |  |  |  |  |                           |
|                |                                              |  |                               |                                             |  |  |  |  |  |  |  |                           |
|                |                                              |  |                               | Luisa Reuss-Schleiz                         |  |  |  |  |  |  |  |                           |
|                |                                              |  |                               |                                             |  |  |  |  |  |  |  |                           |
|                | Helena Meklenbursko-Schwerinská              |  |                               |                                             |  |  |  |  |  |  |  |                           |
|                |                                              |  |                               |                                             |  |  |  |  |  |  |  |                           |
|                |                                              |  |                               | Arnošt August II. Sasko-Výmarsko-Eisenašský |  |  |  |  |  |  |  |                           |
|                |                                              |  |                               |                                             |  |  |  |  |  |  |  |                           |
|                | Karel August Sasko-Výmarsko-Eisenašská       |  |                               |                                             |  |  |  |  |  |  |  |                           |
|                |                                              |  |                               |                                             |  |  |  |  |  |  |  |                           |
|                |                                              |  |                               | Anna Amálie Brunšvicko-Wolfenbüttelská      |  |  |  |  |  |  |  |                           |
|                |                                              |  |                               |                                             |  |  |  |  |  |  |  |                           |
|                | Karolína Luisa Sasko-Výmarsko-Eisenašská     |  |                               |                                             |  |  |  |  |  |  |  |                           |
|                |                                              |  |                               |                                             |  |  |  |  |  |  |  |                           |
|                |                                              |  |                               | Ludvík IX. Hesensko-Darmstadtský            |  |  |  |  |  |  |  |                           |
|                |                                              |  |                               |                                             |  |  |  |  |  |  |  |                           |
|                | Luisa Hesensko-Darmstadtská                  |  |                               |                                             |  |  |  |  |  |  |  |                           |
|                |                                              |  |                               |                                             |  |  |  |  |  |  |  |                           |
|                |                                              |  |                               | Karolína Falcko-Zweibrückenská              |  |  |  |  |  |  |  |                           |
|                |                                              |  |                               |                                             |  |  |  |  |  |  |  |                           |